# Тадухепа
Тадухепа (хуррит. «Сделанная Хепой») — митаннийская царевна, дочь Тушратты (правил около 1382 − 1342 гг. до н. э.) и его царицы Юни, племянница Арташшумары. Её родная тётка Гилухепа стала одной из жён древнеегипетского фараона Аменхотепа III на 10 год его правления. Тадухепа значительно позже также вышла замуж за этого фараона.

## Биография

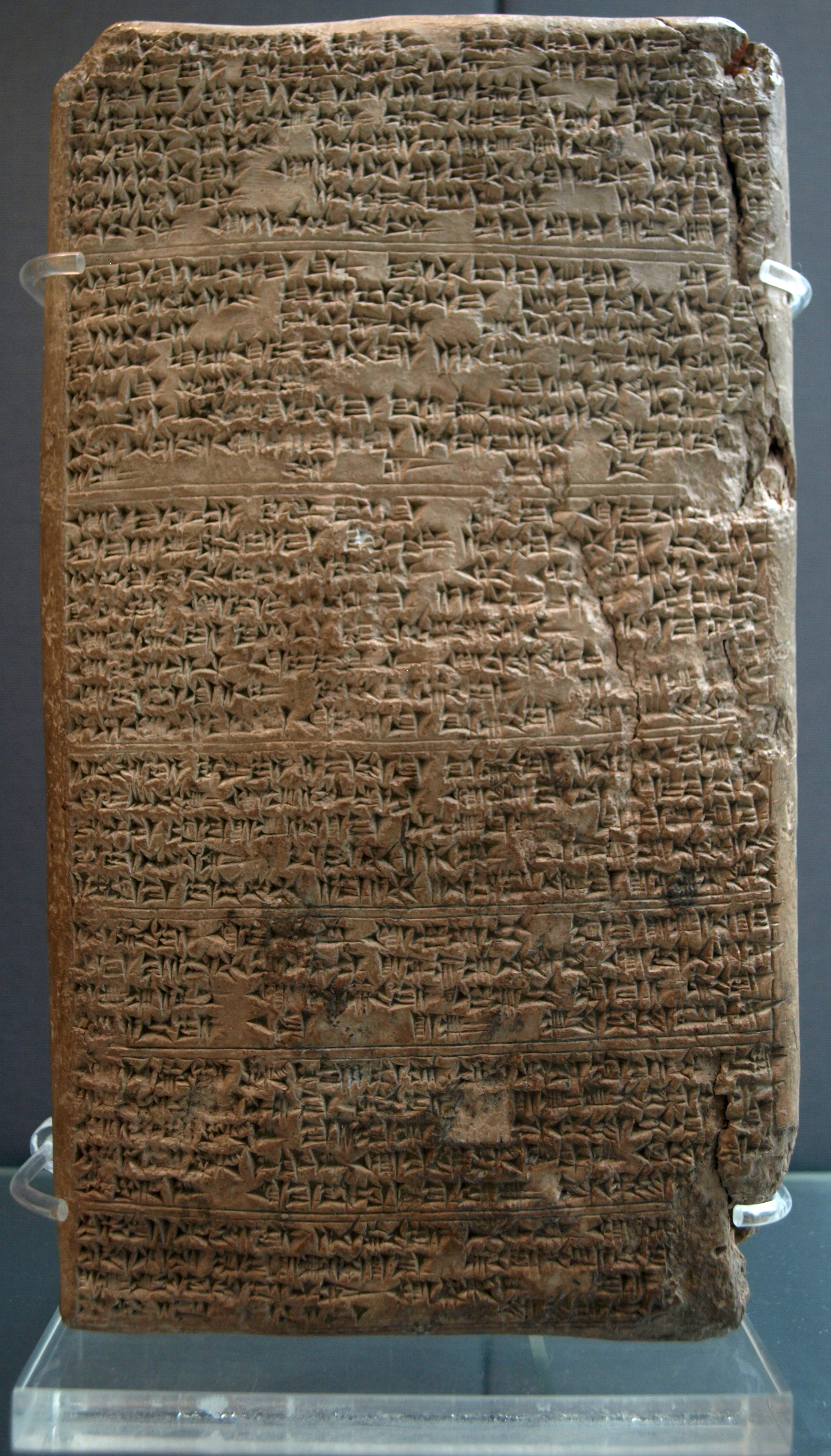
Одна из табличек Амарнского архива, повествующая о переговорах о браке фараона с Тадухепой. Британский музей

О Тадухепе известно немного. В её имени содержится упоминание митаннийской богини Хепы. Предположительно, царевна появилась на свет на 21 год правления фараона Аменхотепа III (ок. 1365 год до н. э.), за которого спустя 15 лет (в ок. 1352 году до н. э.) Тушратта выдал её замуж, чтобы скрепить политический союз между государствами. Тушратта писал:
Мой посол Мани принёс мне твоё предложение взять Тадухепу в жёны. Я согласен и отправляю её к тебе… Оба прибудут через полгода.
Тадухепа упоминается в семи из 13 Амарнских письмах (в 1350—1340 годы до н. э.), отправленных её отцом Тушраттой. Тушратта просил сделать его дочь королевой-консортом вместо царицы Тии, чего не случилось. В приданое Тадухепы входили: пара коней и позолоченная колесница с инкрустацией, украшенная золотом и драгоценными камнями седловая постилка для верблюда, конное седло с золотыми орлами, одежда и наряды (пурпурного, зелёного и красного цветов), украшения (обычные и плечевые браслеты) и большой сундук. В ответ Аменхотеп III не отправил золотых статуй, и после его смерти Тушрата жаловался в письме на отсутствие ответных подарков. Аменхотеп III скончался вскорости после прибытия Тадухепы к египетскому двору, и царевна стала женой его сына Аменхотепа IV (Эхнатона), что следует из очередного письма Тушратты:
Да здравствуют ты, твоя мать Тия, твой дом, да здравствует Тадухепа — моя дочь, твоя жена… 

## Личность
Некоторые исследователи идентифицируют Тадухепу с второстепенной женой Эхнатона по имени Кийа. Предположительно, история Кийи легла в основу древнеегипетского литературного произведения «Повесть о двух братьях». Сказка рассказывает, как фараон влюбился в иноземную красавицу, уловив аромат её волос. Если Тадухепа была Кийей, то позже она из Мемфиса переехала в новую столицу Амарну, где родила по крайней мере одну дочь.
Другие учёные считают, что по прибытии во дворец Тадухепа получила новое имя — Нефертити, поскольку перевод её имени «Красавица пришла» может указывать на её иноземное происхождение. Однако, супруга Эйе по имени Тэи носила титул кормилицы Нефертити, что опровергает теории идентичности Тадухепы и Нефертити, поскольку прибывшей царевне не нужна была кормилица.